# Williams (Carolina del Sud)
Williams és una població dels Estats Units a l'estat de Carolina del Sud. Segons el cens del 2000 tenia 116 habitants.

## Demografia
Segons el cens del 2000, Williams tenia 116 habitants, 48 habitatges i 33 famílies. La densitat de població era de 56,7 habitants/km².
Dels 48 habitatges en un 20,8% hi vivien nens de menys de 18 anys, en un 60,4% hi vivien parelles casades, en un 10,4% dones solteres, i en un 29,2% no eren unitats familiars. En el 25% dels habitatges hi vivien persones soles el 18,8% de les quals corresponia a persones de 65 anys o més que vivien soles. El nombre mitjà de persones vivint en cada habitatge era de 2,42 i el nombre mitjà de persones que vivien en cada família era de 2,91.
Per edats la població es repartia de la següent manera: un 22,4% tenia menys de 18 anys, un 5,2% entre 18 i 24, un 19,8% entre 25 i 44, un 32,8% de 45 a 60 i un 19,8% 65 anys o més.
L'edat mediana era de 48 anys. Per cada 100 dones de 18 o més anys hi havia 87,5 homes.
La renda mediana per habitatge era de 31.563 $ i la renda mediana per família de 33.333 $. Els homes tenien una renda mediana de 24.821 $ mentre que les dones 25.625 $. La renda per capita de la població era de 17.691 $. Entorn del 2,6% de les famílies i el 6,5% de la població estaven per davall del llindar de pobresa.

## Poblacions més properes
El següent diagrama mostra les poblacions més properes.